# Campeonato Espanhol de Futebol de 1929
A Primeira Divisão Espanhola de 1929 comeaçou em 10 de fevereiro de 1929 e terminou em 23 de junho de mesmo ano.um total de 10 times participaram de cada divisão do campeonato.
o campeão da Primeira Divisão foi o Barcelona.
também foi realizada uma repescagem entre o campeão da Segunda Divisão e o último colocado da Primeira, a qual foi vencida pelo Racing Santander.
Na Segunda Divisão, o campeão foi o Sevilla FC,enquanto RC Celta (atual Celta de Vigo) e o hoje extinto Racing de Madrid foram rebaixados para a Terceira Divisão.
Na Terceira Divisão, subiram Cultural Leonesa (campeão) e Real Murcia.

## Primeira divisão

### Clasificação geral
| Posto | Equipe               | J  | V  | E | D  | GF | GC | SG  | PTS. |
| ----- | -------------------- | -- | -- | - | -- | -- | -- | --- | ---- |
| 1     | FC Barcelona         | 18 | 11 | 3 | 4  | 37 | 23 | 14  | 25   |
| 2     | Real Madrid          | 18 | 11 | 1 | 6  | 40 | 27 | 13  | 23   |
| 3     | Athletic Bilbao      | 18 | 8  | 4 | 6  | 43 | 33 | 10  | 20   |
| 4     | Real Sociedad        | 18 | 8  | 4 | 6  | 46 | 41 | 5   | 20   |
| 5     | Arenas Club de Getxo | 18 | 8  | 3 | 7  | 32 | 39 | -7  | 19   |
| 6     | Atlético de Madrid   | 18 | 8  | 2 | 8  | 43 | 41 | 2   | 18   |
| 7     | RCD Espanyol         | 18 | 7  | 4 | 17 | 32 | 38 | -6  | 18   |
| 8     | Club Esportiu Europa | 18 | 6  | 4 | 8  | 45 | 49 | -4  | 16   |
| 9     | Real Unión de Irún   | 18 | 5  | 2 | 11 | 40 | 42 | -2  | 12   |
| 10    | Racing Santander     | 18 | 3  | 3 | 12 | 25 | 50 | -25 | 9    |

## Segunda divisão

### Classificação geral
| Posto | Equipe              | J  | V | E | D  | GF | GC | SG  | PTS. |
| ----- | ------------------- | -- | - | - | -- | -- | -- | --- | ---- |
| 1     | Sevilla             | 18 | 8 | 3 | 4  | 35 | 24 | 11  | 22   |
| 2     | Iberia SC           | 18 | 9 | 4 | 5  | 33 | 27 | 6   | 22   |
| 3     | Deportivo Alavés    | 18 | 8 | 5 | 5  | 28 | 20 | 8   | 21   |
| 4     | Sporting de Gijón   | 18 | 7 | 5 | 6  | 41 | 35 | 6   | 19   |
| 5     | Valencia            | 18 | 8 | 3 | 7  | 33 | 31 | 2   | 19   |
| 6     | Betis               | 18 | 7 | 4 | 7  | 35 | 36 | -1  | 18   |
| 7     | Real Oviedo         | 18 | 7 | 3 | 8  | 43 | 39 | 4   | 17   |
| 8     | Deportivo La Coruña | 18 | 6 | 4 | 8  | 27 | 37 | -10 | 16   |
| 9     | RC Celta            | 18 | 4 | 5 | 9  | 29 | 38 | -9  | 13   |
| 10    | Racing de Madrid    | 18 | 6 | 1 | 11 | 31 | 48 | -17 | 13   |

## Terceira Divisão

### Classificação geral
| Posto | Equipe                    | J  | V  | E | D  | GF | GC | SG  | PTS. |
| ----- | ------------------------- | -- | -- | - | -- | -- | -- | --- | ---- |
| 1     | Cultural Leonesa          | 18 | 13 | 0 | 5  | 55 | 31 | 24  | 26   |
| 2     | Real Murcia               | 18 | 11 | 2 | 5  | 56 | 37 | 19  | 24   |
| 3     | CD Castellón              | 18 | 11 | 1 | 6  | 54 | 34 | 20  | 23   |
| 4     | Gimnástica de Torrelavega | 18 | 8  | 4 | 6  | 35 | 38 | -3  | 20   |
| 5     | Zaragoza CD               | 18 | 9  | 2 | 7  | 45 | 41 | 4   | 20   |
| 6     | Real Valladolid           | 18 | 9  | 1 | 8  | 44 | 46 | -2  | 19   |
| 7     | CA Osasuna                | 18 | 6  | 3 | 9  | 35 | 41 | -6  | 15   |
| 8     | Tolosa CF                 | 18 | 5  | 2 | 11 | 26 | 46 | -20 | 12   |
| 9     | Barakaldo CF              | 18 | 4  | 3 | 11 | 34 | 50 | -16 | 11   |
| 10    | Cartagena CF              | 18 | 3  | 4 | 11 | 24 | 44 | -20 | 10   |

## Repescagem
| Equipe 1 | Total | Equipe 2         | 1.º jogo | 2.º jogo |
| -------- | ----- | ---------------- | -------- | -------- |
| Sevilla  | 2–3   | Racing Santander | 2–1      | 0–2      |